# Sint-Ulriks-Kapelle
Sint-Ulriks-Kapelle (fr. Chapelle-Saint-Ulric, Cappelle-Saint-Ulric) – dzielnica (deelgemeente) gminy Dilbeek w Belgii, w Regionie Flamandzkim, w prowincji Brabancja Flamandzka, w okręgu Halle-Vilvoorde. 1 stycznia 2020 roku liczyła 1877 mieszkańców. Do 31 grudnia 1976 samodzielna gmina.

## Demografia
Liczba mieszkańców, stan na 1 stycznia:
| Rok                | 1900 | 1930 | 1970 | 2020 |
| ------------------ | ---- | ---- | ---- | ---- |
| Liczba mieszkańców | 940  | 1081 | 1406 | 1877 |